# Amblysperma minor
Amblysperma minor là một loài thực vật có hoa trong họ Cúc. Loài này được Keighery mô tả khoa học đầu tiên năm 2005.